# Маринкина, Клавдия Фёдоровна
Клавдия Фёдоровна Маринкина (в замужестве Федосеева; 1921—1995) — советская женщина-снайпер Великой Отечественной войны.

## Биография
Родилась в ноябре 1921 года (по другим данным 1918 года) в Алтайском крае. Затем семья Маринкиных переехала в Златоуст.
Окончила семь классов школы, после чего с 1935 года работала токарем на металлургическом заводе в ремонтно-механическом цехе. Здесь вступила в ВЛКСМ, занималась общественной деятельностью и в 1939 году была избрана депутатом городского совета.
На службе в РККА — с 19 декабря 1942 года, была призвана Златоустовским городским военкоматом Челябинской области. В подмосковном городе Подольске в июле 1943 года окончила Центральную женскую школу снайперской подготовки. С августа 1943 года находилась в действующей армии. Воевала на Калининском и 2-м Прибалтийском фронтах. За годы войны снайперский счёт гвардии старшего сержанта К. Ф. Маринкиной составил 79 уничтоженных солдат и офицеров противника.
По окончании войны Клавдия Маринкина вернулась домой в Златоуст, продолжила работать на родном заводе.
Умерла 27 февраля 1995 года в Челябинске.
Была награждена орденами Красного Знамени и Отечественной войны 2-й степени, а также медалями, в числе которых медаль «За отвагу».